# Wiktor z Kapui
Święty Wiktor, Vittore di Capua (ur. ?, zm. 554) – święty katolicki, biskup.
Był biskupem w Kapui. Jego wspomnienie obchodzone jest w Kościele katolickim 2 kwietnia.